# Bulverde
Bulverde es una ciudad ubicada en el condado de Comal en el estado estadounidense de Texas. En el Censo de 2010 tenía una población de 4630 habitantes y una densidad poblacional de 183,76 personas por km².

## Geografía
Bulverde se encuentra ubicada en las coordenadas 29°46′7″N 98°26′26″O / 29.76861, -98.44056. Según la Oficina del Censo de los Estados Unidos, Bulverde tiene una superficie total de 25.2 km², de la cual 25.17 km² corresponden a tierra firme y (0.09%) 0.02 km² es agua.

## Demografía
Según el censo de 2010, había 4630 personas residiendo en Bulverde. La densidad de población era de 183,76 hab./km². De los 4630 habitantes, Bulverde estaba compuesto por el 92.16% blancos, el 0.73% eran afroamericanos, el 0.48% eran amerindios, el 0.6% eran asiáticos, el 0.11% eran isleños del Pacífico, el 3.65% eran de otras razas y el 2.27% pertenecían a dos o más razas. Del total de la población el 18.16% eran hispanos o latinos de cualquier raza.